# 고양시 덕양구 을
고양시 덕양구 을은 대한민국의 옛 국회의원 선거구이다. 당시 경기도 고양시 덕양구의 일부 지역을 관할했다.

## 역사
대한민국 제16대 국회의원 선거를 앞두고 고양시 덕양구 선거구가 갑, 을로 분구되면서 신설되었다. 신설 당시 덕양구 효자동·신도동·창릉동·능곡동·행주동·행신1동·행신2동·화전동·대덕동을 관할했다. 
대한민국 제20대 국회의원 선거를 앞두고 고양시 지역의 선거구가 개편되었다. 이에 고양시 덕양구 을 선거구 전 지역이 고양시 을 선거구를 형성하게 되면서 폐지되었다.

## 역대 국회의원
| 선거   | 정당 | 정당         | 의원   |
| ------ | ---- | ------------ | ------ |
| 2000년 |      | 새천년민주당 | 이근진 |
| 2004년 |      | 열린우리당   | 최성   |
| 2008년 |      | 한나라당     | 김태원 |
| 2012년 |      | 새누리당     | 김태원 |

## 역대 선거 결과

### 대한민국 제16대 국회의원 선거
|  | 44.40% |

|  | 33.73% |

|  | 8.20% |

|  | 7.36% |

|  | 6.29% |

### 대한민국 제17대 국회의원 선거
|  | 50.60% |

|  | 42.13% |

|  | 7.26% |

### 대한민국 제18대 국회의원 선거
|  | 49.03% |

|  | 43.51% |

|  | 5.51% |

|  | 1.93% |

### 대한민국 제19대 국회의원 선거
|  | 48.38% |

|  | 48.09% |

|  | 2.51% |

|  | 1.01% |